# Zoborhegyi apátság
A Zoborhegyi bencés apátság egy egykori bencés apátság a Zobordarázson a Zobor-hegyen, Szlovákiában.

## Története
A kolostort nem tudni, mikor is alapították, Géza fejedelem, vagy fia, István király idején. A Szent Ipolyról elnevezett kolostor Szent István idején már bizonyosan fennállhatott. Két fennmaradt oklevelét 1111-ből és 1113-ból, amely az apátság akkori birtokait sorolja elő, Zobori oklevélként tartják számon, és a Nyitrai püspökség őrzi. Leghíresebb remetéiről, Szent Zoerard-Andrásról, és annak tanítványáról, Zoborhegyi Szent Benedekről így ír Szent Mór pécsi püspök: "Azon időben, mondja a legenda, mikor a legkeresztényebb király intésére az istenség neve és tisztelete Pannoniában még csak gyengén csirázik vala, a jó kormányzó hírének hallatára más országokból sok pap és barát gyűl vala hozzá, mint atyjához, nem azért ugyan, hogy valami szükség kényszerítette volna őket, hanem hogy a szent társalkodás uj öröme az ő gyülekezetük által teljesüljön. Ezek között egy szent lélek ihletésétől áthatott s a paraszt rendből, mint rózsa a tövisek közül, származó férfiu, Zoreárd nevezetű, jött e hazába Lengyelországból és Filep apáttól, kinek Zobor nevezetű monostora a nyitrai földön szent Ipoly vértanú tiszteletére vala alapítva, baráttá öltöztetvén és Andrásnak neveztetvén, remete-életet óhajtott élni. S ott mily lelki törődéssel és testi sanyargatással gyötrötte magát, vele társalkodott tanítványa, szent Benedek tudósítása után, röviden irásba foglalni elhatározám. Én Maurus, Isten kegyelméből most püspök, akkor pedig iskolás gyermek, a jó embert láttam ugyan: de hogy milyen volt életmódja, nem látás, hanem hallomás után tudom. Minthogy az elébb emlitett Benedek barát a mi szent Márton püspök tiszteletére szentelt monostorunkba gyakran járt, azokat, mik az ő tiszteletreméltó életéről itt következnek, nekem ő beszélgette." A szentéletű Andrást rablók ölték meg, remetebarlangjába Benedek költözött. Ő Szvatopluk cseh fejedelem magyarországi hadjárata idején lett gyilkosság áldozata.

## Birtokai
A pusztítás után felmérték a birtokot és az abban keletkezett károkat: Első birtok volt Mocsonok, mely üreghig terjedt. A kolostorhoz tartozott még, részben kisebb-nagyobb földterülettel: Bolleráz (ma tán Csápor), Durada egész Búsfalváig, Vecse egész határa Reza-hegyig s az ott lévő halastó, Hosszúfalu, Királyi, Baze vagyis Bajcs, Köpösd, Hetmény egész Tormosig, Farkasd, Negyed, Topezán, Boencza (felerészben a galgóczi várnagygyal), Kaplath, Wogyerad, Madunicz, Bin (Vörösvár), Atrak, Rattnócz, Bohunicz, Pozsonymegyéből Gány és Nyék, Szilád, Bresztovány, Nagy-Kosztolány, Zeli, Próna, Terbistye, melyet Nyitra városával közösen birtak, Turóczból Kosztilyesztye és Stubnya, Hontból Maróth, Kolon, Család, Zakol egész Csatárig, hol 4 ekényi földjük volt, Ghimes, Elefánt, Zsére, Malánta 4 ekényi földdel, Lapas, Emőke, Néver egy-egy ekényi földdel, Pográny és az ottani szőlők, melyeket a parasztokkal közösen birtokoltak, Goron két ekényi földdel, Kér, Szőllős, Völcs, hol közös erdejök volt "a Prudas provincziával és három sziget Torozmal és Syrinc", Kurth a Nyitra partján, Czabaj, Imecs, Tavarnok, Vecse, hol Szolgagyőrrel birtokoltak közösen. Magának a monostornak határát képezte egy forrás, mely Narathnak neveztetik s melyről az Akasztófa-hegyre egy út vezet. Ezt a forrást a várbeliekkel közösen használták, a hegynek pedig kétharmadrésze az övék volt, annak egészen a nyitrai szigetig terjedő lejtőjével egyetemben. Innen bizonynyal a várost övező réteken vezetett a határ Csermányig, hol jobbra fordult Csápor felé s innen Sarluskán és Darázsin keresztül vezetett az úgynevezett Nyúl-hegyig és a hegyháton vissza, egész Nyitráig. A keleti oldalon a határ Gerencsérig, az északin le egész Elefántig terjedt. (O. L. D. O. 10.). Ezután egyre fogyott a birtok nagysága az apátság megszűnéséig.

## Apátok
Mindössze két apát neve ismert. Az egyik Hinkó későbbi nyitrai püspök 1404-1427 között. A másik név szerint ismert apát pedig Miklós, őt 1460. körül bukkan fel.

## Pecsét
Az apátság a XIII. és a XV. század között Hiteleshelyként is működött. A pecsétje kör alakú s ezt a feliratot viseli: ECCL'E : SCI : YPOLITI : DE ZVBORIO. Belsejében kör alakú városfallal körbekerített település látható, három toronnyal, melyek mindegyike között egy-egy, vagyis összesen két kereszt van.

## Az apátság felszámolása
Amikor Vitéz János esztergomi érsek 1468-ban csatlakozott a Hunyadi Mátyás király elleni szövetkezéshez, fegyverrel elfoglalta Nyitra várát és az apátságot is, rátéve a kezét annak javadalmaira is. A király azonban hamarosan úrrá lett a helyzeten és elfogatta a pártütőket, illetve visszafoglalta az általuk megszerzett területeket és javakat. Az apátságot megszüntette, és a nyitrai egyházmegyéhez csatolta, mely később sem alakult újjá. A kolostort 1471-ben Szent Kázmér hadai kirabolták és elpusztították.
1663-ban Szelepcsényi György a kolostor helyén kápolnát építtetett. Jaklin Balázs nyitrai püspök a Kamalduli rend gondjaira bízta és kérte a király jóváhagyását behívásukra. I. Lipót 1691-ben a kérésnek elegett tett. Az ekkor épülő új kolostorhoz 1695-ben Szent József templomot emeltek. 1708-ban Pállfy labancai kifosztották. 1782-ben II. József a szerzetesrendeket feloszlatta. Ma a terület a maradványokkal együtt a zobori Szt. Zórárd specializált kórház része.